# Stasin (Niemcza)
Stasin – dzielnica miasta Niemcza w województwie dolnośląskim, w powiecie dzierżoniowskim.
Dawniej PGR.

## Szlaki turystyczne
- Jordanów Śląski - Glinica - Janówek - Sokolniki - Łagiewniki - Przystronie - Jasinek - Niemcza - Stasin - Starzec - Strachów - Żelowice